# Església Prioral de Sant Pere de Reus
La Prioral de Sant Pere de Reus és una de les parròquies de la ciutat de Reus, la principal, regida pel prior i una petita comunitat de preveres. Fou començada el 1512 i inaugurada el 1569, obra de l'arquitecte mestre Benet Otger de Lió. Està dedicada a Sant Pere, que és el patró de la ciutat.

## Història
L'església de Sant Pere de Reus apareix per primera vegada en la documentació en la segona meitat del segle xii. Segons l'historiador Andreu de Bofarull, inicialment i fins al segle xv estava dedicada a Santa Maria, i en algunes publicacions del segle xx es repeteix aquesta informació. El mateix Bofarull diu que l'any 1423 els jurats i sagristans de l'església "que ya se titulaba de San Pedro" van contractar a un pintor de Tarragona perquè confeccionés un mural per representar la Verge dels Set Goigs. Però el nom d'església de Santa Maria no apareix en cap document de l'època, i el primer cop que s'esmenta la seva advocació ja es parla de l'església de Sant Pere.
Ja estava organitzada el 1159, el mateix any en què l'arquebisbe Bernat Tort va fer donació de la parròquia i dominicatura episcopal de Reus al capítol de la catedral de Tarragona.
L'any 1325 el papa Joan XXII des d'Avinyó concedia el títol de priorat i prior per a la parròquia i rector de Reus, l'any següent amb una altra butlla assenyalava el règim i la regla que havien de seguir els beneficiats de Sant Pere. Entre el 1330 i el 1331 s'amplià el temple.
Els jurats de la ciutat veient les reduïdes dimensions del temple respecte a la població, acordaren el 1501 la construcció d'una nova església. El 1510 s'aprovà el projecte de Domènec Garrupe. La nova església s'havia de construir al mateix lloc on hi havia l'antiga, i en ser més gran significava ocupar el solar del primer cementiri, ara desocupat, i enderrocar algunes cases situades on hi havia d'haver el nou absis. Es va col·locar la primera pedra el 1512. Les obres van avançar molt lentament, per manca de diners i en algun moment, per manca de pedra, ja que la pedrera de Salou d'on provenia, era del bisbe, que en negà el permís d'extracció durant un temps. L'antiga església romànica havia seguit oberta al públic i es feia servir de bastida interior mentre es construïa el nou temple. Cap al 1528 es va enderrocar, i les seves pedres serviren per a les obres del campanar i les del cor. Saldoni Vilà diu que com que l'església vella (l'antiga església romànica que s'estava desmuntant) no reunia prou condicions per celebrar dignament el culte, i la nova no estava acabada, es va habilitar la Capella de Betlem com a parròquia interina i es va traslladar a aquesta nova capella del carrer de Monterols, finançada per Miquel Vidal, la imatge de la Verge anomenada dels Set Goigs, que era venerada al temple medieval, i el retaule de la verge que pintà Mateu Ortoneda el 1423. Finalment, les obres s'enllestiren el 1601.
Al llarg del segle xvi, durant el qual es construí va tindre diversos mestres d'obra, destacant el barceloní mestre Font i Benet Otger provinent de Lió, que n'assumí la màxima responsabilitat. L'església fou consagrada el 29 de juny de 1543 per Joan Jubí, bisbe de Constantina, obrint-se provisionalment al públic. A partir de l'any 1561 es fa càrrec de les obres Doménec Sarobé, que va bastir els tres últims pisos del campanar i el cor; el següent i últim mestre serà Damià Pallarès.
La segona consagració, i la seua obertura al públic, definitiva, és de l'any 1569, cosa que no vol dir que les obres estiguessin acabades. El cor no es va donar per acabat fins al 1581, i tota l'església el 1601. La capella del Santíssim, encarregada el 1657 per Francesc de Montserrat, marquès de Tamarit, començaria a construir-se el 1691 segons plànols de fra Josep de la Concepció. Les obres van tenir bon ritme, ja que el 1693 ja s'havia començat el cimbori i el 1700 era quasi acabat.
La Guerra Civil provocà la destrucció dels seus valuosos retaules, començats a bastir el 1537, les restes que quedaren es conserven o bé a la mateixa església o al Museu d'Art i Història de la ciutat. A més, l'edifici es convertí durant la guerra en mercat públic. Passat el conflicte, el 1941 es feu una restauració important a càrrec de Cèsar Martinell. També es conserven al Museu 15 dels llibres de cor que es van poder salvar. Els que tenen més interès són els datats al segle xvi, realitzats per Baltasar Barberà, de Reus, i Joan Almenara, de la Selva i monjo de Santes Creus.

## Edifici
És d'estil gòtic tardà format per una nau única de proporcions esveltes, de quaranta-cinc metres de llarg per quinze d'ample i vint-i-dos d'alçada, que es flanqueja per petites capelles laterals situades entre els contraforts exteriors. L'absis és poligonal de set cares i amb capelles radials, cobert amb volta de creueria gallonada en vuit nervis. La nau, també amb volta de creueria, està dividida en sis trams o creuers, separats per arcs torals.
A mà esquerra, segons s'entra, hi ha el baptisteri amb una font baptismal que originàriament era a l'església de sant Francesc, traslladada aquí el 1941, ja que l'antiga de sant Pere havia estat destruïda.
Als dos últims trams de la nau s'alça el cor renaixentista, obra de Damià Pallarès, sobre un arc rebaixat i amb una interessant balustrada de pedra. El cor era el lloc on es reunia la comunitat de preveres, i on s'hi guardava l'arxiu. Una part del cor era ocupat pel cadirat obra del mestre fuster reusenc Antoni Papiol de principis del segle xviii, que avui està situat al presbiteri. Existeixen quatre vidrieres en els murs laterals i set a l'absis, totes elles actuals, posteriors a 1940. Les antigues, gòtiques, es van destruir amb l'incendi de la guerra civil. Van ser costejades per particulars, i els sants i santes que hi ha representats són els dels noms de pila dels que van finançar les vidrieres.
La façana principal de l'edifici és renaixentista, dividida en dos cossos: a l'inferior s'obre la porta d'accés, de reduïdes dimensions respecte al conjunt, amb un arc de mig punt flanquejat per dues columnes jòniques sobre pedestal, amb volutes laterals, llinda i frontó triangular (on hi ha una fornícula amb la figura de sant Pere restaurada en la postguerra per Antoni Aguadé). Al cos superior se situa la gran rosassa, que completa la il·luminació interior.
L'any 1878 el prior Joan Alaix Biscarri va promoure una actuació molt polèmica, enllosant l'església, cosa que va obligar a destruir les sepultures que davant de cada capella lateral hi tenien els gremis. Per exemple, davant de la capella del Santíssim hi havia el fossar dels Barons de Mascalbó, davant de la de sant Josep, el  del gremi de fusters, davant de la de sant Eloi el dels ferrers, i així amb totes. Les làpides on hi havia gravades les insígnies dels gremis es van trencar i es van utilitzar per empedrar alguns carrers. Les fonts baptismals es van treure, per tornar-les a col·locar després, però va desaparèixer la reixa gòtica de ferro forjat que les encerclava.
Davant de la porta hi ha una petita plaça, la placeta de sant Pere, i s'hi obre el carrer de l'Abadia.

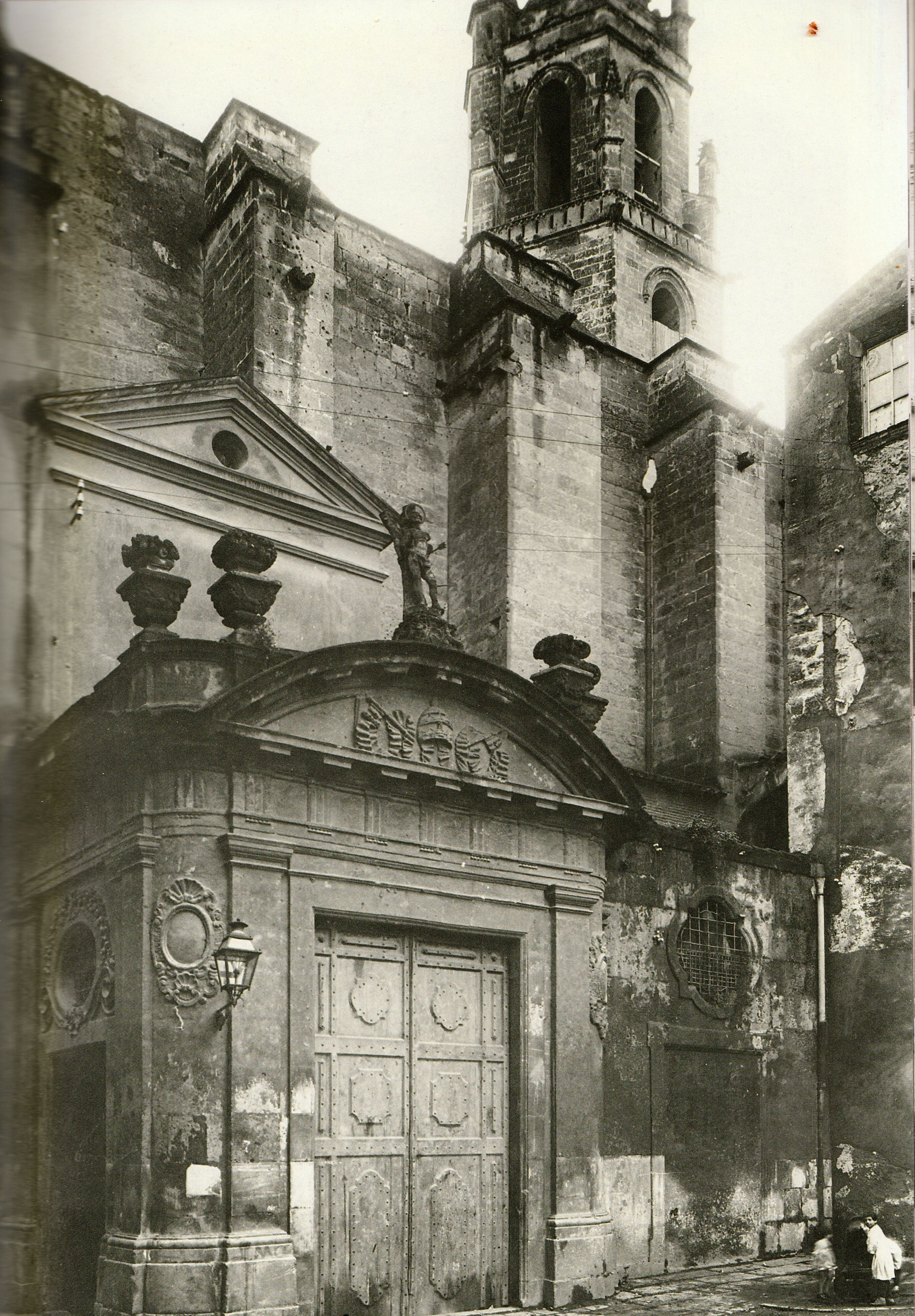
Portal barroc de sant Sebastià a la plaça del Castell el 1918

El Campanar (vegeu Campanar de Reus) també d'estil gòtic tardà, se situa als peus. És una torre elevada (62 metres), de planta hexagonal, dividit en sis cossos i coronat amb contraforts i pinacles petits.
El presbiteri el va restaurar Cèsar Martinell, quan es col·locà el baldaquí, format per quatre columnes de pedra artificial i la volta revestida de mosaic i a l'interior un fresc al·legòric, ja que durant la guerra civil es va incendiar i espoliar l'església. Darrere el baldaquí hi ha la imatge de sant Pere envoltat per quatre doctors de l'església, sant Gregori magne, sant Agustí, sant Ambròs i sant Jeroni. Sobre tot el conjunt hi ha representat l'Esperit Sant. Martinell va retornar a la que devia ser la forma original gòtica els arcs d'entrada de les capelles laterals. El 1976 es va restaurar la rosassa de la façana principal, per part d'especialistes alemanys.
Entre dues capelles al mig de la nau hi ha la trona, a la que s'hi accedeix des d'una de les capelles. Cal datar-la al voltant de 1575. Hi va haver una segona trona, bessona, situada enfront mateix de l'actual, però en construir la capella del Santíssim es va desmuntar i es va instal·lar al Santuari de Misericòrdia el 1702.
L'atri de sant Sebastià està obert a la plaça del Castell, és d'estil barroc. Té dues portes amb llinda flanquejades per pilastres, amb entaulament i frontó circular, on es dibuixen les insígnies papals, rematat tot per unes hídries. La restaurada imatge de sant Sebastià, antic patró de Reus, es pot veure damunt del portal.
Capella del Santíssim
També anomenada dels Tamarit, està situada a la banda dreta mirant al presbiteri. L'arquitecte que la construí va ser Josep de la Concepció, frare carmelita descalç. Damunt del portal que hi dona accés hi ha l'escut d'armes del primer Marquès de Tamarit, Francesc de Montserrat i Vives, que la va finançar. El marquès va demanar al consell municipal el 1657 que si se li venia la casa de Francesc Pascual, espardenyer, que estava adossada a l'església, hi construiria una capella dedicada al Santíssim Sagrament. És una capella de tipus renaixentista, de proporcions elegants, planta de creu grega i esvelta cúpula hexagonal rematada amb una llanterna, que exteriorment està envoltada per vuit escultures, restaurades per Ramon Ferran. Allotja els sepulcres d'alabastre del Marquès de Tamarit, Francesc de Montserrat, el de la seua filla Gertrudis (qui s'encarregà de l'execució de la capella) i del seu marit, Antoni de Camporrells, tots obra de Jaume Ribot. Els sepulcres dels donants són renaixentistes, amb les estàtues que els representen agenollats, de marbre i jaspi.
En aquesta capella també hi està dipositat el cor del pintor Marià Fortuny i Marsal, lloc assenyalat per una làpida obra de l'escultor reusenc Joan Roig i Solé.

## Galeria

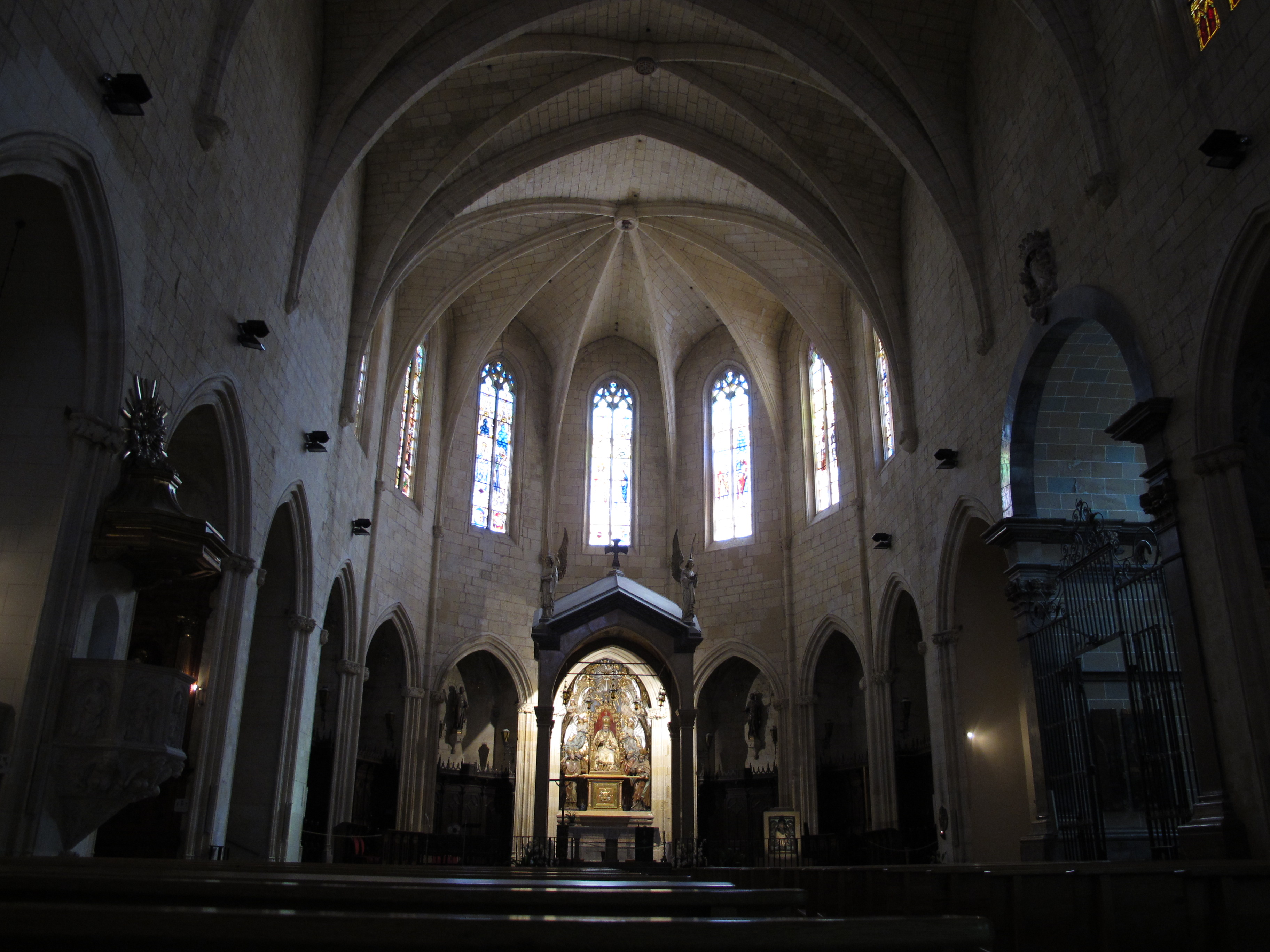
Nau
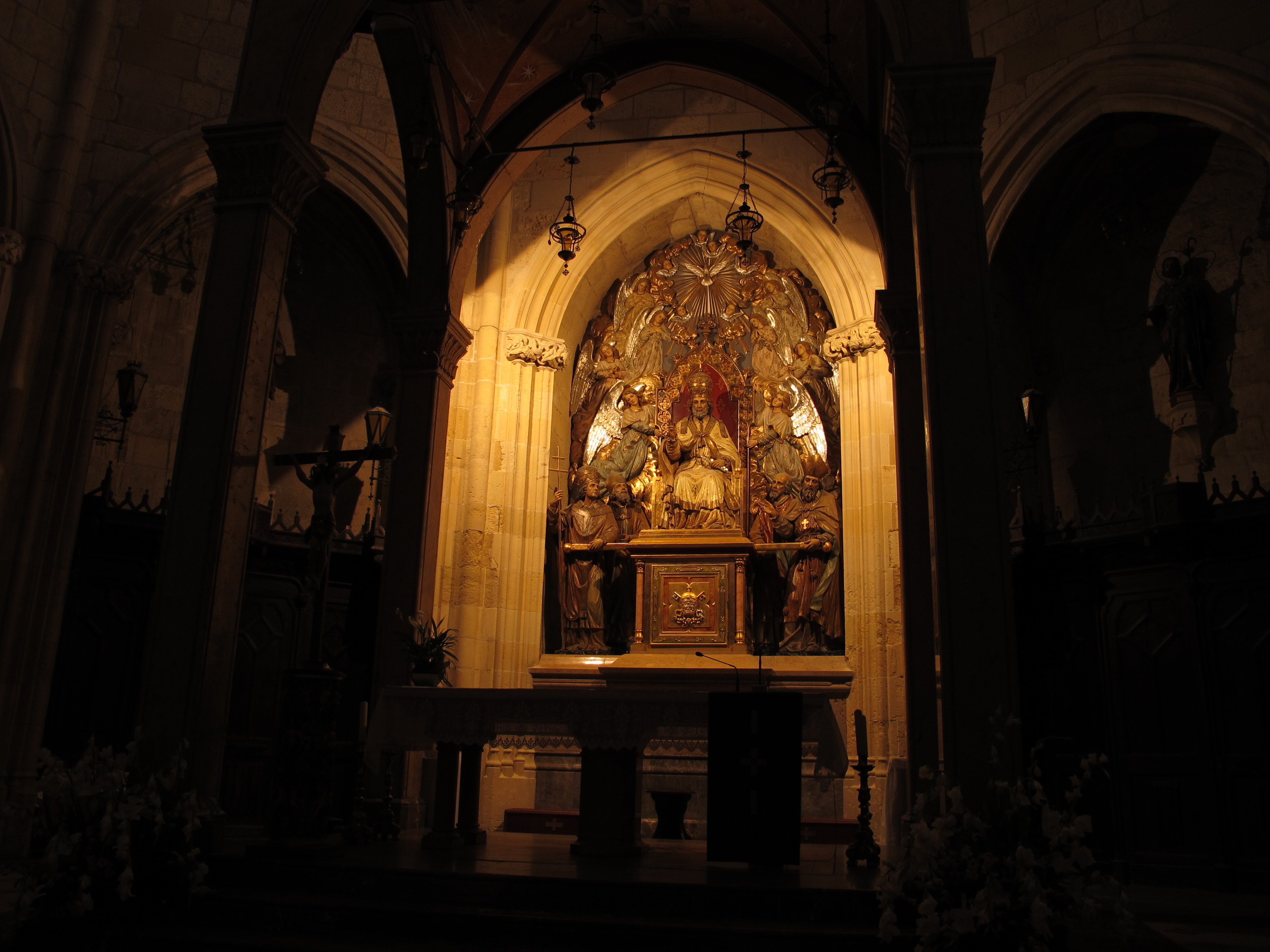
Altar
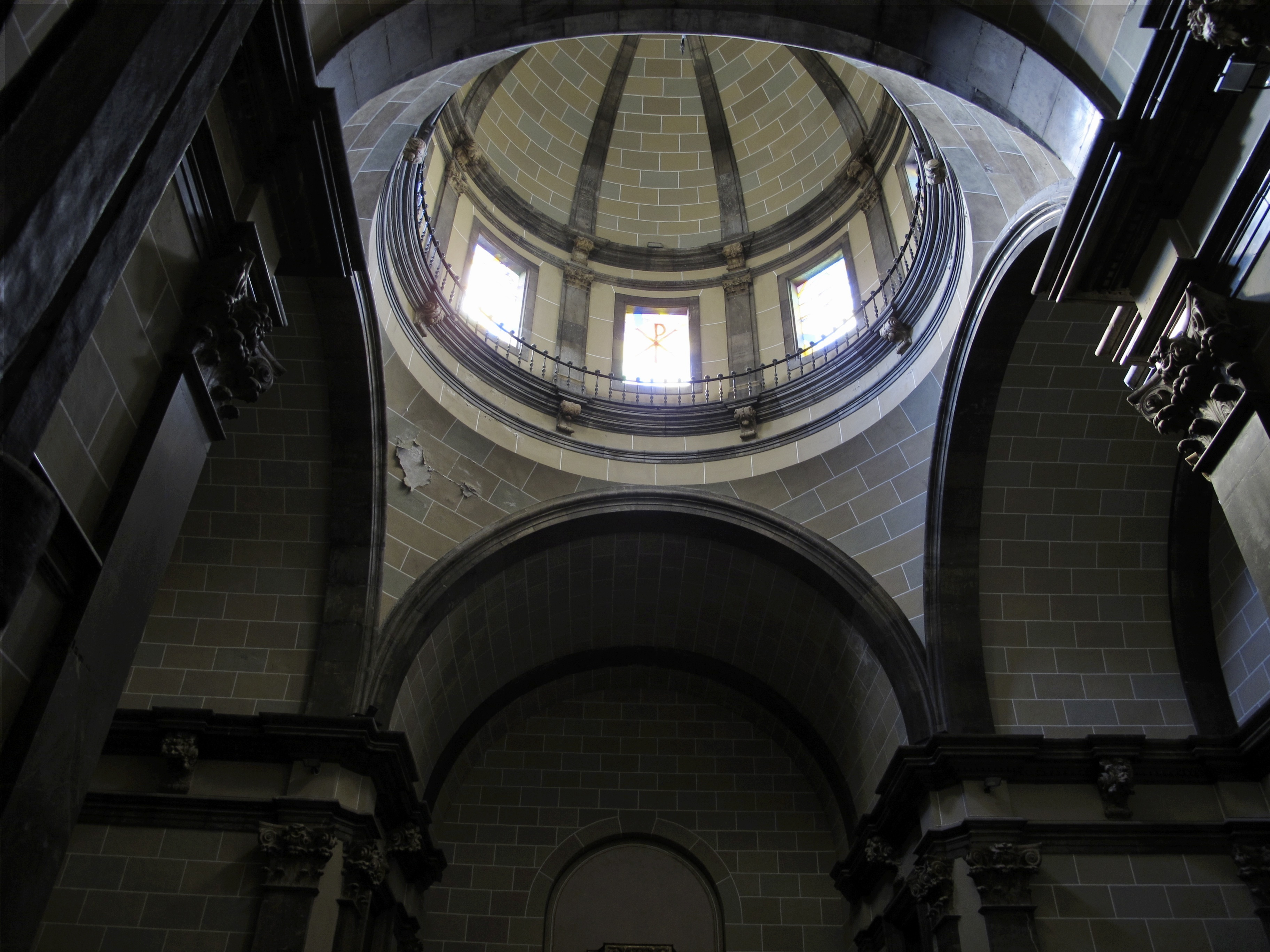
Cúpula
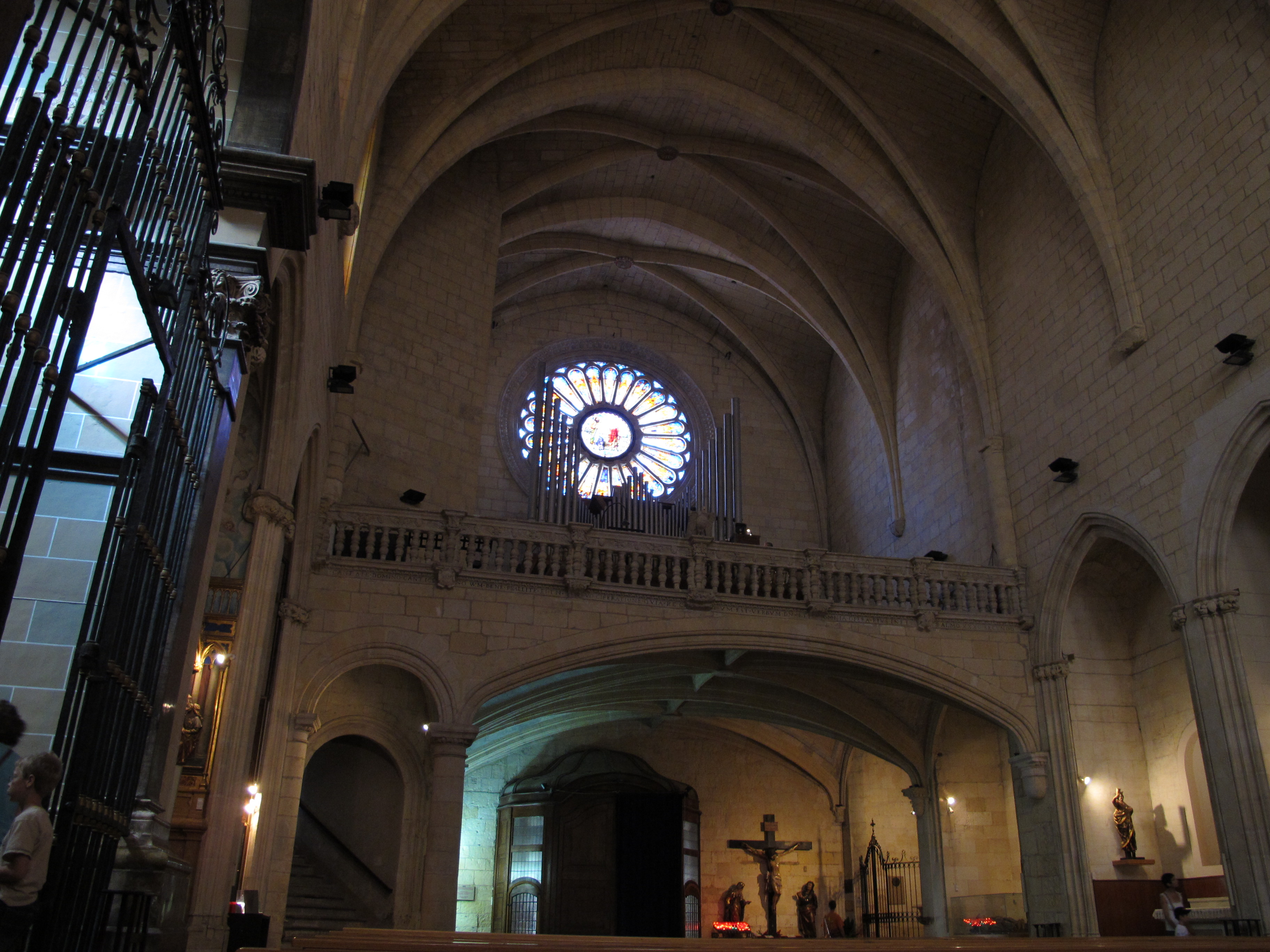
Orgue
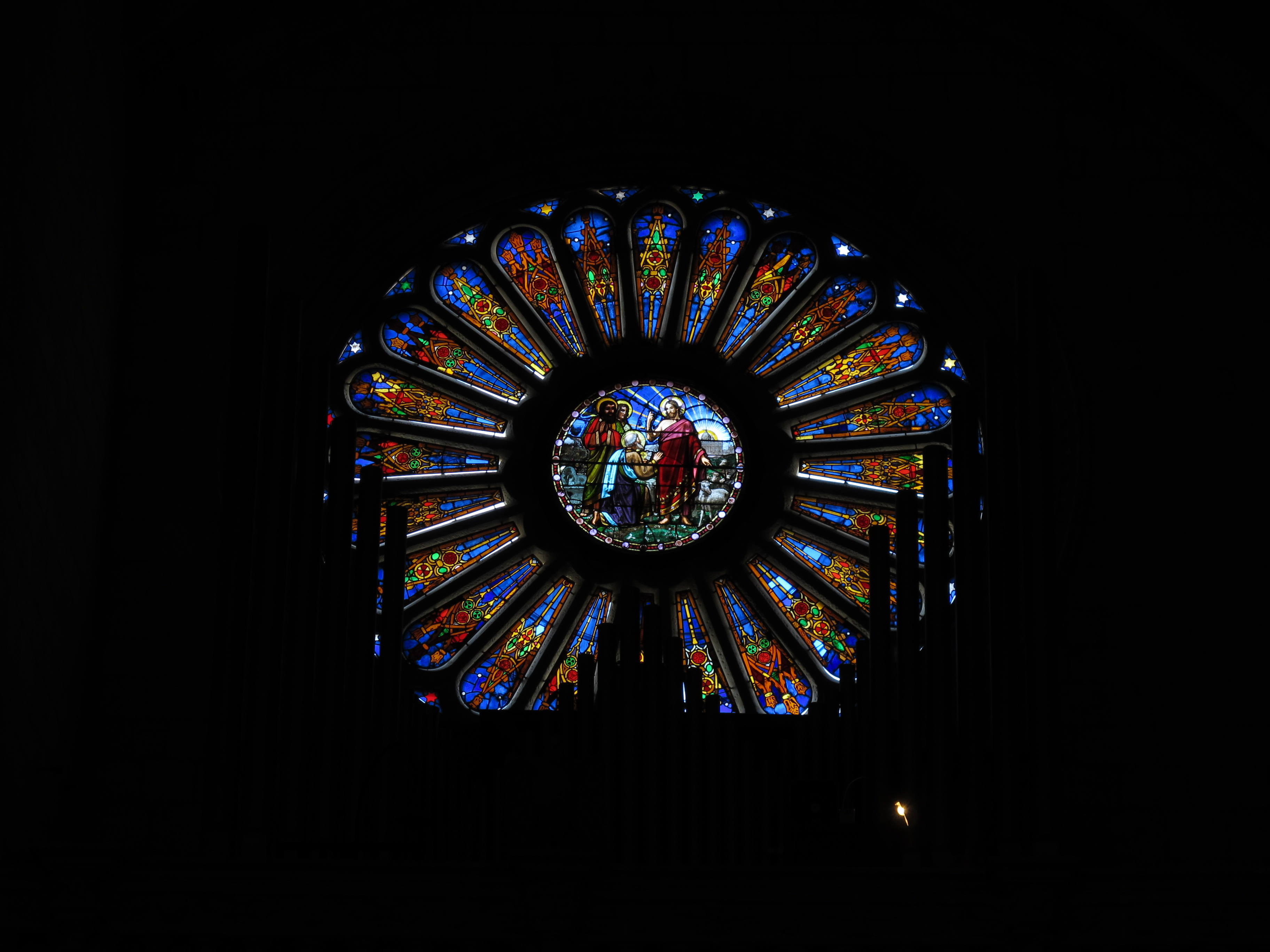
Rosassa